# Echinaster serpentarius
Echinaster serpentarius är en sjöstjärneart som beskrevs av Müller och Franz Hermann Troschel 1842. Echinaster serpentarius ingår i släktet Echinaster och familjen krullsjöstjärnor. Inga underarter finns listade i Catalogue of Life.